# أنجيلو نيتو
أنجيلو نيتو (2 سبتمبر 1991 في البرازيل - ) هو لاعب كرة قدم برازيلي في مركز الوسط لعب سابقاً مع نادي الفيحاء . 

## وصلات خارجية
- أنجيلو نيتو على موقع قاعدة بيانات كرة القدم.إي يو (الإنجليزية)
- أنجيلو نيتو على موقع Soccerway.com (الإنجليزية)
- أنجيلو نيتو على موقع AS.com (الإسبانية)